# Reitplatz

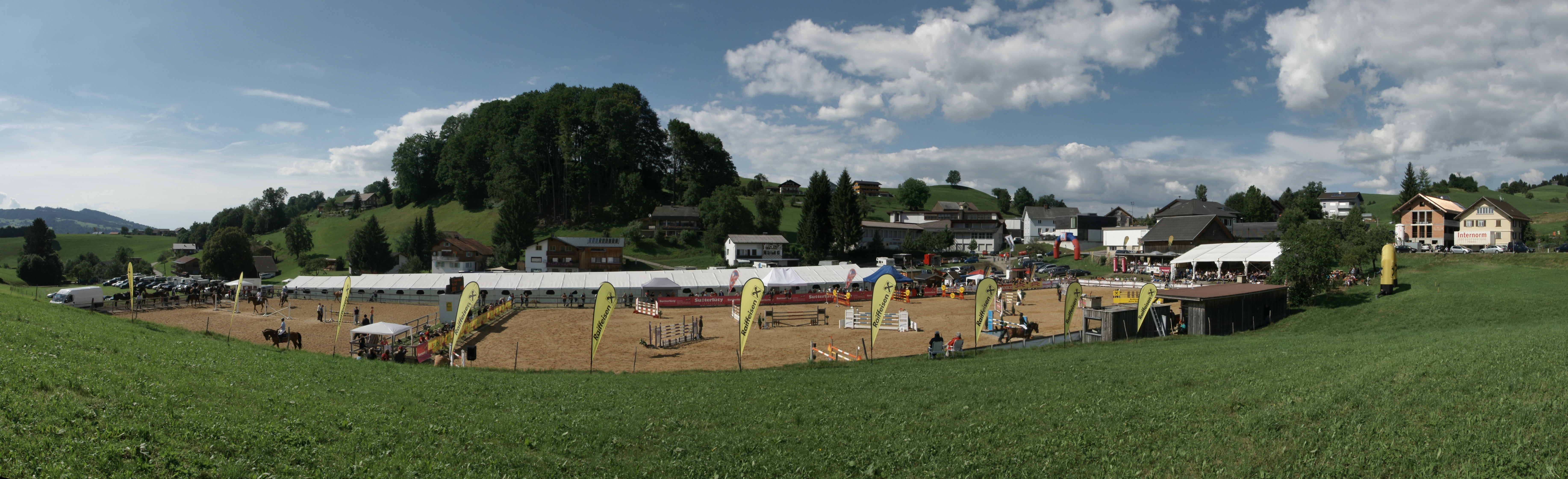
Reitplatz Langenegg (Reit- und Fahrverein Bregenzerwald)

Ein Reitplatz ist eine abgegrenzte Fläche (oft Teil einer Pferdesportanlage), auf der Pferde geritten werden. Dabei unterscheidet man Naturplätze von speziell zum Reiten angelegten Plätzen. Bei letzteren wird zwischen Rasen- und Sandplätzen unterschieden. Beide gibt es in unterschiedlichsten Ausführungen, die sich nach Aufbau, verwendetem Material und dem Nutzungszweck voneinander unterscheiden.

## Nutzen des Reitplatzes

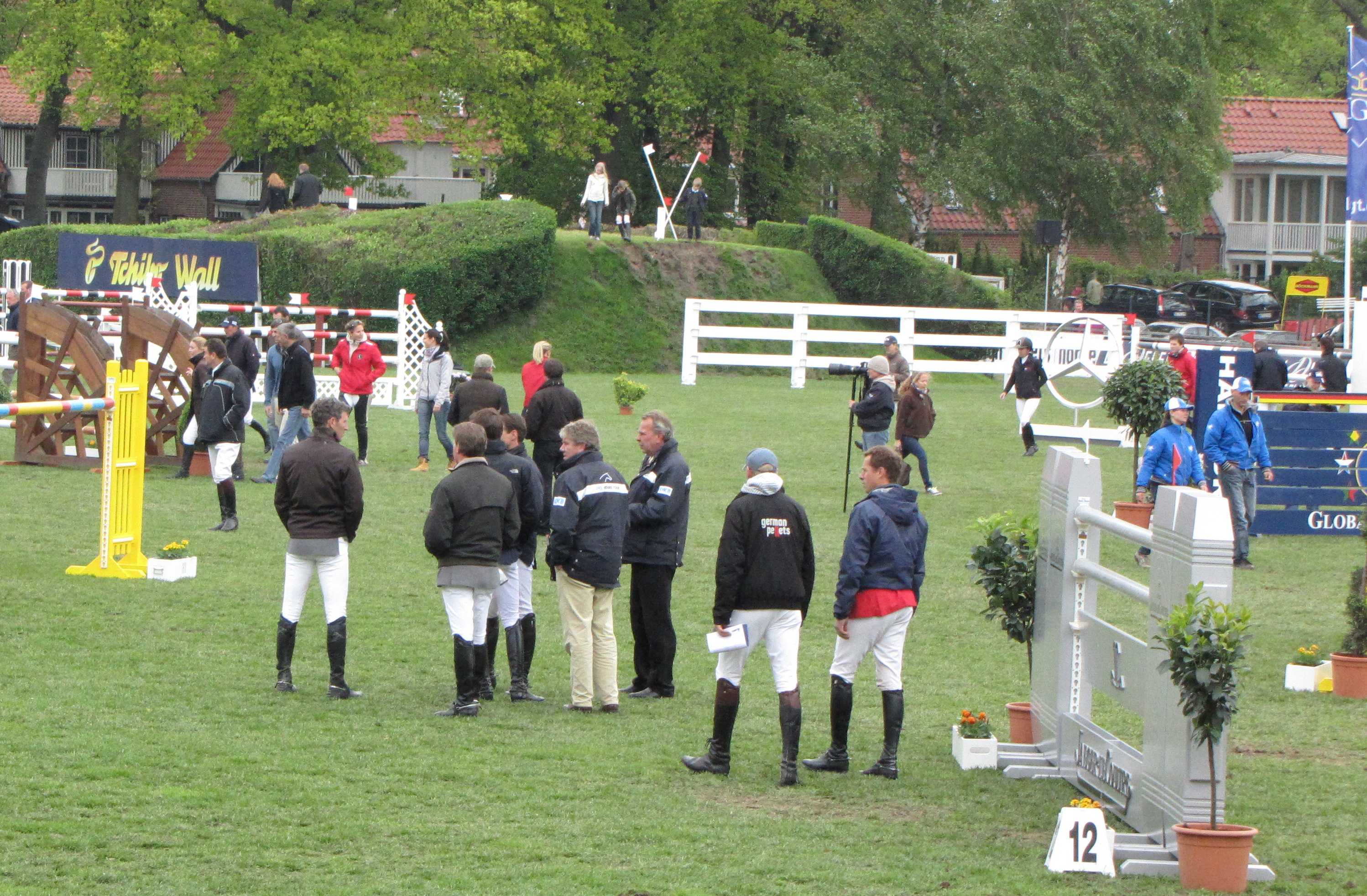
Rasenplatz in Hamburg-Klein Flottbek (Derbyplatz)

Im Gegensatz zum Naturplatz, der durch Pferdehufe je nach Witterung in kürzester Zeit zerstört wird, bietet ein Reitplatz über längere Zeit die Möglichkeit ihn mit vielen Pferden zu nutzen.
Mit Unebenheiten oder gar Löchern braucht sich der Reiter auf einem angelegten Reitplatz anders als auf einem Naturplatz nicht auseinanderzusetzen. Je nach Aufbau kann man einen Reitplatz ggf. ganzjährig bereiten.

## Grundanforderungen
Die Grundanforderungen über alle Nutzungsarten hinweg sind immer die folgenden: Tritt- und Rutschfestigkeit, gleichbleibende Eigenschaften über den gesamten Platz, Ebenheit und Elastizität.
Die Qualität der auf dem Markt vorhandenen Reitplätzen variiert erheblich. Sie ist festzumachen an der Lebensdauer sowie an der Verwendbarkeit des Platzes bei unterschiedlichsten Witterungseinflüssen. Gute Plätze halten ihre Eigenschaften unabhängig von der Witterung. Eine weitere Voraussetzung für eine lange Lebensdauer des Reitplatzes und dessen gleichbleibend guter Bereitbarkeit ist die Pflege. Alle Reitplätze müssen regelmäßig von Pferdekot befreit, geschleppt und/oder gewalzt sowie beregnet werden, falls erforderlich.
Mit zunehmender Spezialisierung der Reitsportaktivitäten haben sich auch spezialisierte Platztypen herauskristallisiert. Es gibt unterschiedliche Reitplätzen für Dressurreiten, Springreiten, Freizeitreiten, Westernreiten, Cutting, Polo und Fahren.

## Reitplatzaufbau

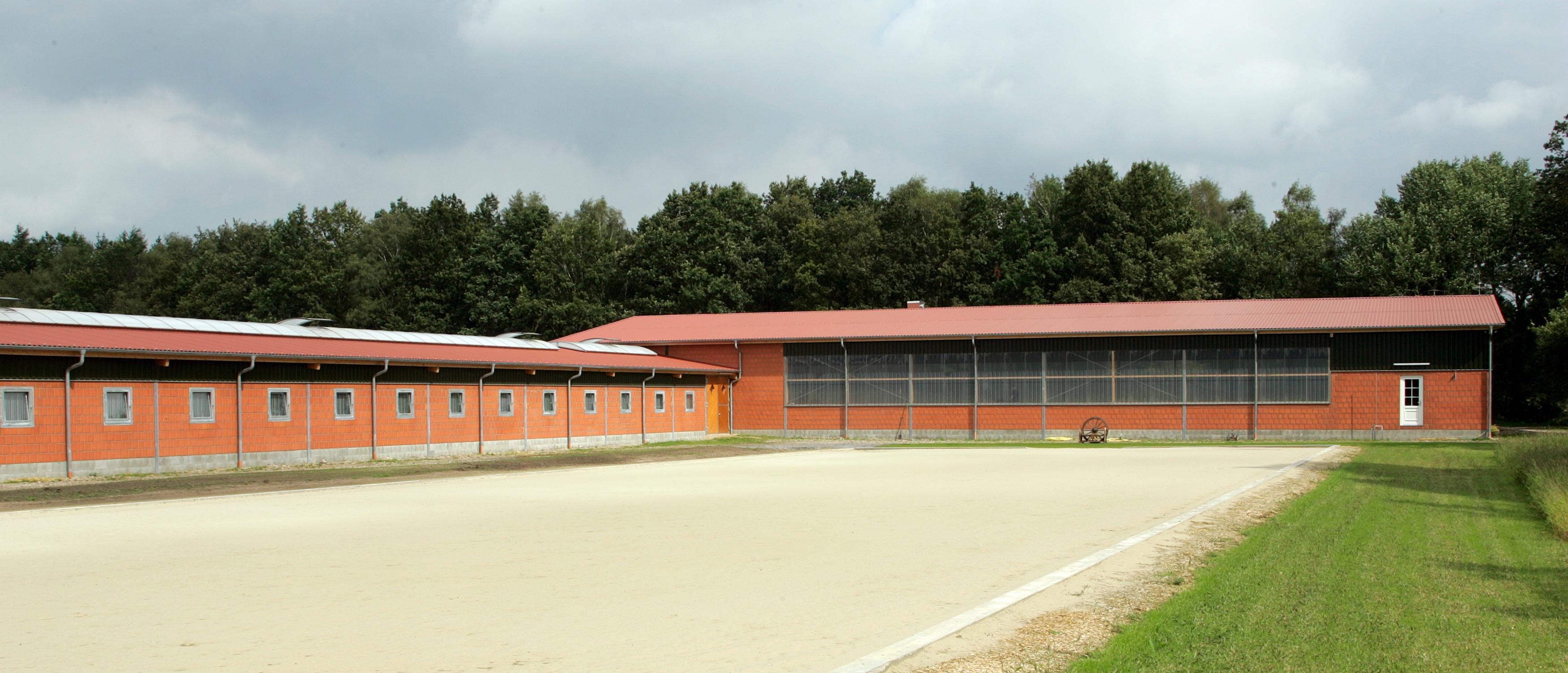
Reitplatz mit Oberflächenentwässerung

Im Reitplatzbau gibt es zahlreiche Erstellungsmöglichkeiten, die für unterschiedliche Ansprüche geeignet sind. Als Deckschicht wir häufig Sand verwendet. Begrenzungen von Reitplätzen sollen keine verletzungsträchtigen Kanten haben.
Der inzwischen häufigste Aufbau ist die Drei-Schicht-Bauweise aus Unterbau, Trennschicht und Tretschicht. Im Folgenden sollen die etablierten unterschiedlichen Systeme und Aufbauweisen dargestellt werden.

### Ein- und Zweischicht-Bauweise mit Oberflächenentwässerung
Oberflächenentwässerte Reitplätze funktionieren mittels spezieller Sande, die eine geringe Wasserdurchlässigkeit haben. Diese Art Plätze sind mit einem Gefälle gebaut, so dass Regenwasser nicht auf der Oberfläche stehen bleibt. Die Bewässerung dieser Plätze ist entscheidend für die Eindringtiefe der Hufe und die Trittfestigkeit. Diese Plätze bedürfen einer besonders aufmerksamen Pflege um das richtige Gefälle zu erhalten.

### Dreischicht-Bauweise
Der Unterbau besteht aus einer wasserdurchlässigen Tragschicht. Dafür wird in der Regel gröberer Splitt verwendet. Darauf wird eine Trennschicht eingebaut, die heutzutage immer häufiger aus Lochmatten besteht. Im Idealfall verfügen diese Lochmatten über wasserableitende Löcher und über Wasserreservoirs auf der Oberseite der Matten. Die Trennschicht sollte mit einem Filtermaterial verfüllt und leicht angewalzt werden. Darauf wird die Tretschicht aufgebracht. Dieses System bekommt seine Trittfestigkeit durch fein abgestimmte Sande oder durch Zuschlagstoffe wie Holzspäne, Fasern oder geotextile Vliesstücke. Dreischichtplätze entwässern vertikal. Überschüssiges Wasser wird in den Boden abgeführt.

### Ebbe-Flut-Bauweise

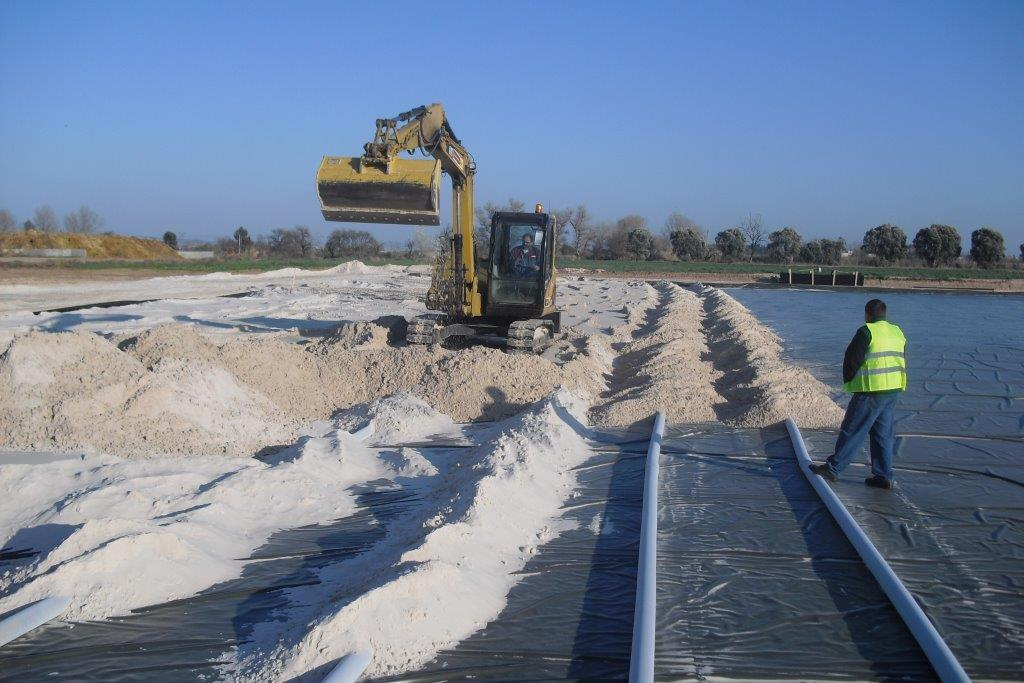
Aufbau eines Ebbe-Flut-Reitplatzes

Ebbe-Flut-Reitplätze basieren auf Anstausystemen. Daher muss bei dieser Bauweise der Reitplatz nach unten zum natürlichen Grund gut abgedichtet sein. Dies wird in der Regel mit hochstrapazierfähigen Folien gemacht. Die Bewässerung des Platzes erfolgt von unten. Sensoren messen permanent den Wasserstand. Über ein unter dem Platz verlaufendes Rohrsystem wird der Wasserhaushalt durch An- und Abpumpen des Wassers reguliert. Die Kapillarwirkungen der Sande tragen zur gleichmäßig verteilten Feuchtigkeit bei.

### Rasenplatz / Kunstgras-armierter Rasenplatz
Wird ein Rasenplatz neu angelegt, muss im Unterbau auf eine durchlässige Drainageschicht geachtet werden. Rasenplätze sind in ihrem Zustand sehr wetterabhängig und verschwinden offenbar deshalb auch mehr und mehr. Der Pflegeaufwand eines Rasenplatzes kann etwas entschärft werden, indem man eine Kunstrasenarmierung in den Naturrasen implementiert. Der Grasplatz wird so strapazierfähiger.

## Reitplatzbau

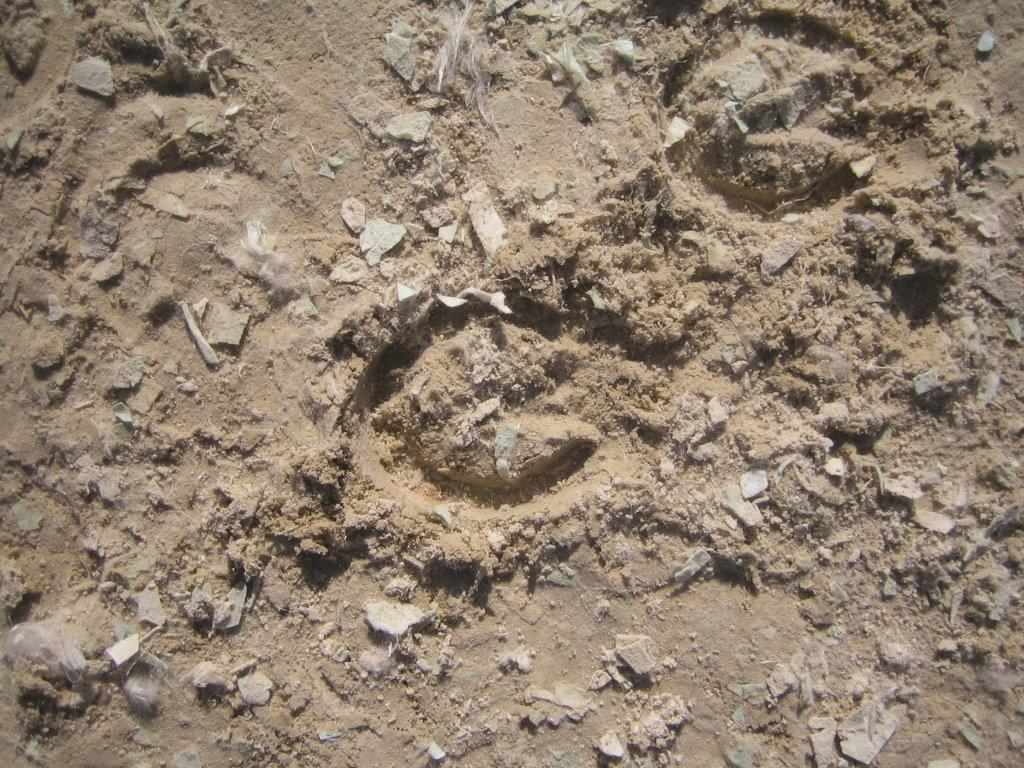
Reitboden mit geotextilem Zuschlagstoff

Reitplatzbauer ist kein Lehrberuf. In der Regel kommen Reitplatzbauer aus dem Pferdesport oder aus dem Garten- und Landschaftsbau. Zum Reitplatzbau gibt es gegenwärtig keinerlei Normen, was nicht zuletzt an den auf dem Markt befindlichen sehr unterschiedlich funktionierenden Systemen liegt. Um die Qualität eines Reitplatzes beurteilen zu können, sollten detaillierte Aufträge mit den zugesicherten Eigenschaften, den verwendeten Materialien und einer Beschreibung des Aufbaus vorliegen. Zudem sollten bei der Verwendung von Zuschlagstoffen die entsprechenden Qualitätszertifikate zur umweltmäßigen Unbedenklichkeit durch den Reitplatzbauer vorgewiesen werden können. Diese Qualitätszertifikate werden ausschließlich von den Herstellern von z. B. Vlieshäckseln bereitgestellt und müssen von anerkannten Zertifizierungsstellen ausgestellt sein.

## Genehmigung
Reitplätze sind genehmigungspflichtig. Beim Reitplatzbau werden mehrere Gesetzgebungsbereiche berührt. Es geht um den Schutz von Boden, Wasser und Luft, aber auch um die Gesundheit von Mensch und Tier, Arbeitsschutz und Vorschriften des Deponie- und Abfallrechts. Da Pferde äppeln sind Einträge nicht ganz zu verhindern. Bisher gibt es keine Ausnahmeregelungen für die bestehenden Pferdehaltungen, werden aber in der Praxis angewandt und sind zum Erhalt bestehenden Pferdehaltungen existenziell. Die unteren Wasserbehörden und Bauämter agieren nicht bundeseinheitlich. Anzustreben wären EU-einheitliche Vorgaben.